# 열혈강호
《열혈강호》는 대한민국의 만화이다. 1994년 만화잡지 영챔프의 창간과 함께 연재된 후로 현재까지 영챔프에 장기연재중이다. 기존의 무협작품의 틀을 깨고 무협의 액션과 함께 코믹한 면을 첨가한 것이 특징이다.

## 역사
1994년 대원씨아이의 청소년 만화잡지 영챔프 창간호부터 첫 연재를 하였다. 그 당시 영챔프가 고등학생 이상 청소년을 독자층으로 삼은 만화지라 이들에 맞는 만화가 연재되었으며 열혈강호도 그 중 하나였다.
그 당시 열혈강호 1권 권두날개를 통해서 작가들의 얼굴이 공개되었는데 스토리작가인 전극진은 당시 숭실대학교 4학년생으로 전자공학과를 전공하고 있으며 그림작가인 양재현은 20대의 젊은 작가였다.
작가들의 말로는 무협만화하면 거칠고 진지한 내용이 많기 때문에 그 틀을 깨고 무협이 가진 액션과 동시에 코믹함을 더하게 되었던 만화가 열혈강호의 탄생 배경이라고 하였다.
1994년 첫 연재를 하게 된 이래로 20년이 넘은 장수만화로 거듭났으며 2002년 대한민국 문화체육관광부로부터 오늘의 우리만화상을 수상하였다.
2014년 첫 연재 20년을 맞이하여 그 해에 열렸던 서울 국제 만화 애니메이션 페스티벌 전시작으로 출품되었으며 전극진, 양재현 작가의 친필 사인회가 열렸다.
초등학생 중학생 고등학생 대학생 성인에게 많은 인기가있고 그에따른 불법저작권 분쟁으로 학생들 까지 합의금을 내며 고소사건 으로도 대한민국 1위인 만화이다.
2025년에 3D 애니메이션 시리즈가 공개될 예정이라고 한다. 시즌제 애니메이션으로 10시즌까지 나올 예정.

## 등장인물

### 주인공
한비광
사파의 지존 천마신군의 여섯째 제자.
대결 후 중상을 입은 천마신군과 검황을 구한 것을 인연으로 자신들의 무공을 그대로 재현해내는 한비광의 자질을 높이 평가한 천마신군이 자신의 제자로 삼았다. 스승에게 사파의 신물이자 무림팔대기보의 으뜸이라 불리던 화룡도를 물려받으나, 초기성격이 여자 꽁무니를 따라다니기를 좋아하고 덜렁대며 무예에 관심이 없었기에 사형들에게 적대감을 사기도 한다. 검황(劍皇)의 손녀 담화린에게 반하여 할아버지의 행방을 찾기 위해 무림을 유랑하는 그녀와 함께하고 있다. 신지 검마일족의 후예로 전혀 다른 성질의 무공을 섞어쓰는 것에 문제를 느끼지 않으며 10여년을 걸쳐 수련해야 진의에 도달할 수준의 무공조차 하룻밤이면 체득해내는 천부적 재능의 소유자로 경이적인 성취를 이뤄나간다.
담화린
검황의 손녀.
장백검술을 익히고 있어 검황의 제자라고 생각되곤 하나 실제로는 할아버지의 무술훈련 등을 지켜보고 흉내내며 익힌 것이다. 검술의 운용능력 만큼은 제자라 해도 웬만큼 믿을 정도로 천재적이라는 평을 받고 있다. 반면 보유내공이 너무 미약하기에 흑풍회 대장급의 눈이라면 검황의 후계자는 아니라는 것이 바로 인지된다. 수 년 전부터 검황의 행방이 묘연해지자 스스로 할아버지를 찾기 위해 무림으로 나섰다. 이 때 검황의 신물이라는 복마화령검을 들고 나왔는데 정체를 숨기기 위해 남장을 하고 다니는 것과 더불어 이로 인한 문제들이 종종 발생하곤 한다. 하지만 머리를 풀고 꾸미면 굉장한 미인이다. 그동안 검술만으론 천마신군의 제자보다도 일시적으로 우위에 서는 모습을 보였음에도 내공부족이 끊임없이 발목을 잡았으나 현재는 천마신군에게 받은 장백산삼과 송무문에게 빌린 패왕귀면갑을 통해 급속도로 내공증진이 이뤄가고 있다. 단, 그로 인해 복마화령검을 각성할 위험성도 생기는 듯하다.

### 천마신궁
천마신군사파무림의 지존이며 사파의 태양과 같은 존재이다. 약관의 나이에 화룡도를 들고 무림에 나타났으며 그 당시 사파의 천재고수 두명(독고결, 황보웅)을 수하로 거느릴 정도의 초고수고 현재는 6명의 제자를 거느리며 사파무림을 통제하고 있다. 그 중 6번째 제자가 바로 한비광이며 화룡도를 물려주고 무림의 또다른 세상이 열릴 것이라는 걸 예감하고 있다. 과거 '포문걸'과 관련이 있는 듯 하며 신지 '검마'와도 관련이 있다.
백강천마신군의 첫 번째 제자로서 나이가 50대 중반에 달하는 듯하다. 천마신군에 대한 충성도가 매우 높다고 하며 또한 무공실력은 검황을 제외한 천하오절과 비등한 실력을 가지고 있다고 한다. 한편 봉신구에서 위기에 빠진 한비광과 그 일행들을 구출했으며, 과거 검마와의 신지 후계자 최종 대결을 앞두고 홀연히 사라졌었다.
도월천천마신군의 두 번째 제자로 수염을 기르고 있으며 겉보기에 나이가 들어보이는 인물이기도 하다. 겉으로는 온후한 성격으로 많은 사파인들에게 천마신군의 후계자급으로 존경받고 있지만, 실상은 정보를 모아 뒤에서 상황을 이리저리 조종하여 상대를 함정에 빠트리는 타입이다. 한비광에게 엄청 적대적인 인물로 굉장히 야비한 인물로 신지와 내통하고 있다. 진풍백과는 간극이 존재한다. 화룡도의 상극인 일월수룡룬의 주인이다.
진풍백천마신군의 세 번째 제자이며 손가락에 붉은 바탕의 악귀무늬가 그려진 구슬인 혈우환을 이용한 탄지공을 사용하여 상대방을 공격한다. 냉정하고도 때로는 고독한 면이 있는 사나이이다. 내공이 가늠하기 힘들 정도로 깊은 반면, 내공을 사용하면 사용할수록 지병이 깊어지는 아주 슬픈 운명을 지닌 사나이로 시한부 인생을 살고 있다.
초운현천마신군의 네 번째 제자로 천마신군이 사제인 한비광을 편애하는 것을 계기로 비광에 대한 불만과 증오를 품으며 비광을 제거하려고까지 하였다. 무림을 석권하려는 야망과 급진적인 성격이 있으며 입 주위에 칼자국 비슷한 흉터가 있다.

최상희천마신군의 다섯 번째 제자로 마치 소녀같이 보였지만 사실은 완전 소년이다. 한때 한비광도 그를 소녀라고 생각하였는데 흑풍회의 남궁현배를 통해 그가 소년이라는 사실을 알게 되어 싫증스런 인물로 타락되기도 하였다. 하지만 본성에서는 대단한 무공의 소유자이다. 평소에는 여자같은 행동을하는 허술한 캐릭터이지만 한번 화가나면 누구도 말릴 수 없다. 51권이 발매된 현재(2010년초반), 남림야수왕의 딸인 소향이와 러브라인이 형성되어 있다.

#### 흑풍회
독고결
흑풍회 제1돌격대장이며 진풍백의 송무문사건 이후 존재를 드러내었다. 천마신군이 독고결을 선배로 대우하며 절대 길들여지지 않는 천재무사중 한명으로 알려져 있었으며,(괴개의 회상씬) 흑풍회 대장중 가장 서열이 높아 지금은 고문으로 있는 듯하다.
황보웅
흑풍회 제2돌격대장이며 어디서 무얼하고 있는지 알 수 없는 인물이다.
독고결과 함께 천마신군의 최측근으로, 신지와 내통하는 둘째제자 도월천을 보필하지는 않을 것으로 추측된다.
광혼쌍검 황보웅이라는 별명이 있으며, 삼다문과의 전투 중에 무뢰배 행동을 지우지 못한 흑풍회 부하들을 단칼에 처단했다. 정도를 벗어나면 자기 부하도 죽이는 인물이다.
남중보
흑풍회 제3돌격대장이며 진풍백을 보좌하고 있다. 진풍백이 송무문을 침투해 유원찬이 "추의환영검술 - 추의환영무"를 시전하였을 때 진풍백 대신 맞아주었으며 대단한 충성심의 소유자이다
지현
사파 최정예 부대 흑풍회 중에서도 최정예인 제4돌격대의 돌격대장으로, 가면을 쓰고 있는 베일에 가려져 있는 인물이다. 4돌격대는 제자들의 명을 수행하고 호위하는 다른 돌격대와는 달리 천마신군만의 비밀부대의 역할을 한다. 그의 부하들 역시 가면을 쓰고 있는 베일에 가려진 인물들로, 천마신군만 유일하게 이들의 모습을 알고 있는 듯하다. 열혈강호 pc판 게임에서는 도제 문정후와 어떠한 과거의 접점을 갖고 있는 듯 묘사되었다.
동규
초운현을 보좌하고 있으며 초운현과 마찬가지로 한비광을 탐탁치 않게 여긴다. 초운현과 천마신군 사이를 자극하기도 하여 무림일통을 일으키려 한 적이 있다.
남궁현배
흑풍회 제6돌격대장이며 최상희를 보좌하고 있다. 천마신군에 대한 충성심이 강한 편이며 최상희에게도 마찬가지인 편이다. 천마신궁 내에서 적대적 인물이 많은 한비광이 최상희에게 위험이 될까봐 탐탁치 않게 생각하고 있었으나 호협곡에서 한비광의 잠재력을 알게 된 후에는 다소 누그러진 듯하다.
홍균
흑풍회 제7돌격대장으로, 흑풍회 대장중에서 가장 인간적임과 동시에 가장 충직한 성품을 가지고 있다. 과거 흑풍회대원으로서 송무문을 칠 때 송무문의 장로 권동회로부터 죽임을 당할 뻔한 적이 있으나, 송무문주(유원찬의 아버지)의 유언에 따라 권동회는 홍균을 살려준다. 이후 둘이 재회하여 대결을 펼치는데 둘의 실력이 막상막하일 정도로 홍균은 성장한다. 후에 신지의 한비광을 보좌하기 위해 목숨을 걸고 신지원정에 나서게 되며 흑풍회 중 가장 선봉에 서게 된다.

### 유선제독부
시연
뱀을 다루는 기술이 있으며 한 때 진상필과 사랑을 맺게 되어 진상필이 흑풍회에서 탈퇴하게 되는 계기가 되지만, 나중에는 서로 원수지간이 되었다. 하지만 그를 위해 목숨을 버리게 되었다.
시휘
시연의 동생으로 언니인 시연이 죽자 그 후임으로 유선제독부 부주가 되었다. 어린시절부터 비현을 좋아했다.
비현
유선제독부 사천왕 중 대장이며 시연을 연모하였지만 그녀가 죽은 후에야 고백했으며, 비무대회의 음모를 밝히려다 초운현에 의해 부상을 입게 된다.
진상필(현우)
본명은 현우로, 본래 흑풍회 대원으로 천마신군을 보좌하였으나 유선제독부 부주인 시연을 사랑하여 흑풍회를 탈퇴하였다. 그 과정에서 자신을 막아선 친구 홍균을 설득하기 위해 스스로 눈을 뽑아 애꾸가 되었다. 그러나 이후로도 천마신군과 흑풍회를 그리워하여 결국 흑풍회로 복귀하기 위해 천마신군과 대립관계에 있는 검황의 신물 복마화령검을 노리고 한비광과 담화린과 대립한다. 한비광이 천마신군을 '늙은이'라고 부를 때 천마신군을 모독한다며 비광을 맹렬하게 공격하기도 하였지만 한비광의 정체가 천마신군의 제자라는 것을 알고나서부터는 한비광에게 절대적으로 충성하는 모습을 보였다. 삿갓을 쓰고 있고 양 어깨에 세 개의 칼날을 착용하고 있다. 죽음 직전 자신의 영원한 주군(천마신군)으로부터 흑풍회 복귀를 명받고 오해, 배신, 갈등, 후회의 번뇌들로부터 자유로워지며 장렬히 전사 하였다.

### 점부파
노호
무림 8대기보 중 하나인 추혼오성창이라는 5자루가 하나의 세트인 창을 사용하는 사파 출신 창술의 달인이다. 천마신군에게 끈질기게 달라붙어 자신을 제자로 받아달라고 애걸한다. 하지만 천마신군은 노호를 제자로 받아주길 거절한다. 이에 홍균이 노호에게 흑풍회에 들어오면 어떻겠냐고 노호에게 권유하자 노호는 " 졸개따윈 되기 싫다." 며 거절했다. 한비광에 대해서는 자신도 되어보지 못한 천마신군의 제자를 자신의 관점에서 별 볼일 없다고 생각하는 한비광이 된 것에 대한 앙심 때문에 좋지 않게 여기고 있다. 자존심 하나만은 엄청난 사나이이다. 현재 세외사대세력중 하나인 동령의 우두머리인 살성으로 설정되어 천마신군과 헤어진 후 그 이후 행보가 의문시되고 있다.
노재경
점부파의 파주로, '기궁창'이라는 별명을 갖고 있다. 자신보다 뛰어난 자질을 가진 동생을 자랑스러워 했으며, 마지막까지도 포기않고 싸우지만 결국 엽민천에게 살해당한다.
문장로
점부파의 장로로, 호협곡 비밀 통로에서 분혼마인으로 발견된다.

### 천하오절
검황(劍皇, 담신우)본명은 담신우로 정파의 지존이자 담화린의 할아버지이다. 수많은 사파를 제압하고 정파의 거장으로 거듭났지만 천마신군과의 대결 이후 신지의 행방을 좇다가 현재 신지와 중원의 제일 가까운 길을 막고 있다. 천하오절중 으뜸이다.
도제(刀帝, 문정후)천하오절 중 한 명이며 모든 검은 도에서 파생된 찌꺼기에 불과하다고 여기는 사나이다. 단순하고 호방한 성격으로, 도에 대한 자부심이 남달라서 검황이라는 이름을 들을 때마다 과민반응을 보이기도 한다(도황과 검제가 바뀌었다고 생각함). 천마신군의 제자인 줄 모르고 도술의 기본을 한비광에게 전수해줬다. (참고로 도제의 이름인 문정후는 학산문화사의 무협만화인 '용비불패'의 작가 이름이며, '용비불패'의 절대신공 소유자인 파황신군 현재양의 이름을 거꾸로 읽으면 '열혈강호'의 작가인 양재현임)
약선(藥仙, 천유현)천하오절 중 한 명으로 의술(醫術)에 능한 노인이다. 죽은 사람도 살려낼 수 있는 능력도 가졌으며 천운악의 할아버지이다.
괴개(怪丐, 백리사우)천하오절 중 한 명으로, 무림일통을 꿈꾸던 천마신군에게 제일 먼저 문파를 넘길 수 밖에 없었던 인물이다. 문파를 잃고 거지꼴을 하며 무림을 유랑한다. 그의 무기는 맨주먹으로, 거지라고는 하지만 그의 주먹 솜씨는 천하오절이라 불릴 만큼 대단했으며, 맨주먹으로 창과 칼을 든 무림고수들을 쓰러뜨리는 것이 가능했다. 길에 쓰러져 있던 한비광과 담화린을 치료해주고 한비광에게는 맨손으로 시전하는 무공을 전수해줬다. 모든 무공을 한비광에게 전수해주고 검황의 성지 장백산에서 신지 첩자에 의해 죽임을 당한다.
신공(神工, 왕일)천하오절 중 무공실력은 가장 낮지만 신기에 가까운 기술로 각종 무기들을 만들어내는 인물이다. 신지에 소속되어있으며 검황조차 뚫지 못하는 "기혼진"을 만들어 신지의 입구를 방어했지만, 한비광에 의해 기혼진이 파괴되어 충격을 받은 상태이다. 신지에 소속되었으면서 검황과는 친구사이인 속을 알 수 없는 인물이다. 검황 등 초 고수들의 무공을 동경하긴 하지만 신공 본인의 무공 또한 수준급이다.

장백산(현무문)
담신우:스승이자검황
신지와 무림사이의 길 중간에 기거하며 신지의 이동을 막고 있는 담화린의 할아버지이다. (자세한것은 위의 천하오절 항목을 참고)
(은총사은석우)
검황에 대한 충성심이 굳건한 인물로, 속을 알 수 없고 지혜가 뛰어난 인물이다.
유세하:정백산
담화린이 사형이라고 불리는 인물로, 검황의 유일한 제자이다. 신지의 무공을 탈환하는 과정에서 검황의 당부를 어기고 무공을 익힘으로서 폭주하여 '마검랑'이라고 불리게 된다. 이 힘은 신지랑 관련이 있는 듯하다.
왕운:정백산
논검당을 맡고있지만, 사실은 신지에 포섭당한다. 마지막에 괴개를 뒤에서 공격하여 살해한다.

### 송무문
유원찬
무림 정파 중 한 명이자 송무문의 문주(門主)로, 치밀하고 능한 권모술수 때문에 상대하기 껄끄러운 면이 짙다. 목적과 결과를 위하면 수단을 가리지 않고 나가는 편이었으며 그래서 진상필을 폭탄으로 살해했지만 한비광과 겨뤄 패배했다. 당연히 죽게 될 거라 생각한 유원찬이었지만 한비광이 유원찬에게 한 말이 너무나 의외였는데 그 내용이 "야, 졌으면 얼른 집에 가야지 뭐하고 있냐?"였다. 또, 죽은 아버지가 본인에게 남긴 말을 똑같이 하는 한비광을 보며 한비광을 친구로 인정하고 한비광의 마음 씀씀이에 감동받아 참회하고 새로운 사람이 된다. 흑풍회를 막아섰던 유일한 송무문의 검술 "추의환영검술"을 완성한다. 훗날 한비광과 흑풍회가 장백산으로 가는 길을 호위하며 결정적인 도움을 준다.
유승빈
유원찬의 동생으로, 어릴 적 천마신궁과의 싸움에서 문주였던 큰아버지와 함께 아버지를 잃은 후, 송무문 무술에 환멸을 느끼고 정파 각지에서 유학생활을 하고 돌아왔다. 형인 유원찬이 주색에 빠져 산다는 괴소문을 사실로 알고 형을 무시하며 문주의 자리를 노리지만, 그것도 잠시였다. 진풍백과의 대결에서 추의환영검술을 완성한 형을 보며 송무문 무술의 진가를 확인하고 다시 송무문에 충성한다. 뇌천문의 풍뢰검법을 주로 사용한다.
권동희
무림 정파 송무문의 장로들 중 필두로, 무림 고수이자 원로이지만 송무문 문주를 보좌하고 지키는 역할을 하고 있으며 자신의 몸을 던져 부상을 입기도 하였다. 흑풍회의 홍균과 싸울 때 홍균의 얼굴에 흉터를 낸 인물이기도 하다.
백선풍
송무문의 추혼관주로, 유승빈이 전권을 잡은 후 외성 문지기로 밀려나버렸다. 진풍백의 습격을 받았을 때 상처투성이가 되어서도 특공을 감행하지만 결국 손에 상처를 남기는 것에 그치고 사망한다. 그나마 진풍백에게 '역시나 이래야지'라는 식으로 호평을 받았으니 다행인가?
철림
송무문의 옥심단주로, 유승빈의 심복이다. 주색에 빠져사는(...으로 위장되어있던) 유원찬에게 실망하여 유승빈을 문주로 지지한다. 습격해온 진풍백에게 독을 썼다가 거꾸로 살해당한다.
장건
송무문의 충기단주로 유승빈의 심복이다. 주색에 빠져사는(...으로 위장되어있던) 유원찬에게 실망하여 유승빈을 문주로 지지한다. 철림과는 절친한 사이이다.
상근관
송무문의 검혼관주로, 도월천과 내통하다가 유승빈을 인질로 송무문을 팔아넘기려하지만 되려 진풍백에게 살해당한다.

### 학산파
문정후
천하오절 중 도제로, 용비불패라는 별명을 갖고있다. (자세한 사항은 위의 '천하오절' 항목을 참고)
진패운
도제의 제자, 정파의 후기지수인 육대신룡 중 한명이다. 이화, 담화린과는 소꿉친구로 본래 담화린을 짝사랑하였으나 결국 이화와 맺어진다.

### 벽풍문
천유현
전 벽풍문주, 천하오절 중의 약선으로 정파 의신이다.
천운악
벽풍문 소문주, 정파의 후기지수인 육대신룡 중 하나이다. 엄청난 재력을 자랑하는 집안의 후계자이며 무공실력도 뛰어나 정파를 이끌 차기 지주들인 '육대신룡'이며, 친인들에게는 재물을 아끼지 않고 퍼주는 등 호감형 인상을 잔뜩 갖고 있지만, 극도의 자아도취형 왕자병으로 점수를 모조리 깍아먹는다. 여성관계에서도 그리 깔끔치 못하지만 하나같이 제대로 이루어지는 경우가 없다보니(시휘, 이화 등...) 되려 불쌍하다는 인상만 가중된다.
벽풍칠도
一(일)부터 七(칠)까지가 새겨진 삿갓을 쓰고 활동하는 일곱명의 천운악 개인 호위부대이다. 뛰어난 실력을 가지고는 있지만, 정작 그들의 활동은 천운악의 뒷치닥거리이니 여러모로 고생이 많은 불쌍한 사람들이다.

### 전 삼다문
백리사우천하오절의 괴개, 전 삼다문주로 90이 넘었으나 극순심천공으로 젊을 때의 몸을 유지하고 있다. 흑풍회에 패해 문을 넘겨주고 거지로 생활하며 가능한 무림에 관여하려 하지 않지만, 신지의 태동과 한비광의 자질을 보고 한비광에게 모든 무공을 전수하고 신지에 포섭된 자들에게 사망한다.
백리향백리사우의 아들이자 전 삼다문 소문주로, 70이 넘었으나 극순심천공으로 젊을 때의 몸을 유지하고 있다. 멸망한 집안에 자괴하다가 신지에 투신하여 아버지를 향한 복수의 칼을 뽑아든다. 마령검에 지배당하여 싸우다가 결국 기진하여 몸조차 남기지 못하고 사망한다.

### 대도문
매유진
무림8대 기보중 하나인 현무파천궁을 사용하는 여자로, 나이는 굉장히 젊으며 눈을 가리고 다닌다. 초반에 매유진은 자신의 가족의 문파인 대도문을 멸문시킨 자가 한비광이라고 오해하고 한비광을 공격했으나(사실은 진풍백에게 멸망당했다.) 오해가 풀리고 난 뒤 한비광에 의해 마음의 문을 열며 한비광을 좋아하게 된다. 그 후 눈가리개를 풀고 다니고, 한비광을 종종 도와주기도 한다. 아름다운 미모를 지녀 한비광과 같이 있을 때마다 담화린이 질투한다. 한비광과 담화린이 신지에 들어갈 때까지 동행한다.

### 세외 사천왕
단우헌(북해)
북부 얼음대륙을 지배하는 북해빙궁의 궁주(宮主)로, 세외 사천왕 중 한 명이며 천마신군을 존경하고 있고 한비광의 임기응변에 속아 그를 사위라고 부르기도 한다.
황건우(남림)
세외 사천왕 중 한 명으로 남림야수왕으로 불린다.
짐승들을 다루고 거느리는 능력을 갖고 있다. 엄청난 외공의 소유자이며 소향의 아버지이다.
살성(동령)
전대 동령의 신녀로, 천신각주 사음민을 간단히 제압할 정도로 강력하였다(현재는 사망).
현재는 추혼오성창을 각성한 노호가 살성을 맡았다. 휘하에 '동령칠절'이라는 부하들이 있다.
? (서막 )
아직 등장하지 않음

### 남림
황건우남림야수왕으로, 술과 고기에 환장한다.
절대외공의 소유자이다.
- 무공: 큰 바위 내려찍기

흑풍회가 천근추인줄 알았으나 사실 개울에서 물고기 잡을 때 발에 힘주는 습관임이 드러난다.
날카로운 발톱이 달린 발바닥 털신을 사용힌다.
혈랑대야수족 부대이름으로 야수왕을 두령이라 부른다. 술과 고기를 좋아한다.
소향황건우의 딸로 14살이다. 남녀가 같이 자면 정조를 잃는다는 "간단명료한" 교육에 의해 술에 취해 같이 잠든 한비광을 낭군님이라 부르며 따르지만 이후 최상희를 좋아하게 된다. 맹수 표범인 혈표와 매인 뇌응을 애완동물처럼 거느리고 있다. 의외로(?) 괴력의 소유자이다.
혈표소향이 거느리고 다니는 표범으로, 짐승이지만 흑풍회에게 쉽게 당하지 않을 정도로 영리하다.
뇌응소향이 거느리고 다니는 매로, 매이지만 후각에 의존해 사람의 흔적을 잘 찾는다. 간식으로 뱀을 좋아한다. 유선제독부의 뱀을 몰래 먹다가 소향에게 맞는다.
만독왕사파의 의신, 본인 얼굴이 병에 걸린것 같이 생겼으나 의술은 신급이다. 그러나 진풍백 병은 고치지 못한다.
천지호황건우의 애수로, 엄청난 덩치와 허리힘을 자랑하는 호랑이이다.

### 북해
단우헌북해빙궁주이자 부용의 아버지로, 코메디 캐릭터의 성향을 띠고 있다. 항상 털옷을 입고 다닌다. XX에 땀띠가 난 것으로 추정된다(만성).
부용이 벗은 몸으로 돈 버는걸 아는지 모르는지 항상 부용편이 되는 아버지의 모습을 보여주는 눈물 나는 캐릭터이다.
부용일명 요혈마화, 단우헌의 딸로 빙백신장을 쓸 줄 안다. 현상금 사냥꾼으로 열혈강호 초반 독자 서비스컷 메인이었다.
아버지를 피해 비급을 훔쳐 도망다니고 있으며 여자인 담화린이 남장을 한 모습을 보고 오히려 그를 남자로 오인하여 좋아하게 되었다. 담화린이 여자라는 사실을 모르는 듯하다.

### 동령
신녀신비한 손으로 무엇이든 치료하는 것으로 추정된다. 본명은 미고인 듯하다. 실은 신녀와 살성이란 직위는 따로 있는 게 아니고, 신녀는 평상시, 살성은 전투시의 직위이다.
살성역대 살성은 여성이었다. 전 살성은 백발이 성성한 미고의 할머니로, 노호를 현재 살성으로 세운 장본인이다.
노호현 살성으로, 동령신녀의 도움을 받아 추혼혼천세를 사용하여 사음민을 물리친다(죽이지는 못함).
동령칠절
신녀가 있는 신전을 중심으로 한 일곱 부족의 대표들이다.
구양후타근을 무기로 한다. 황소도 던지는 완력이라 하지만 그정도는 아랑채 채주 대경춘도 가능하다. 그러다 결국 방준익에게 당한다.
응목활을 무기로 사용한다. 신지를 끌어들인 동령칠절 중 하나로, 성격은 꽤 조용한 듯하다.
국영백동령칠절중 최고령으로, 중원인(노호)이 살성이 된 것에 불만을 품고 신지를 끌어들이지만 오히려 이로 인해 신녀를 위험에 빠트리게 된다.
사요흑국영백과 마찬가지로 신지를 끌어들인 동령칠절 중 하나로, 신녀를 데리고 가는 구양후를 쫓다가 담화린에게 어깨와 허벅지를 한쪽씩 베인다.
모중검국영백과 함께 신지를 끌어들인 동령칠절 중 하나이다. 연판장으로 자담을 협박하다 자담에게 살해당한다.
오유대노호가 국영백노사에게 나머지 동령칠절에게도 전하라며 언급된 동령칠절 중 한 명이다.
번출노호가 국영백노사에게 나머지 동령칠절에게도 전하라며 언급된 동령칠절 중 한 명이다.

### 서막
마안족빛을 보면 본래의 두 배 이상의 힘을 발휘한다. 보스는 아직 나오지 않음.
주려옛 마안족의 생존자로, 빛을 보면 형상이 괴이해지며 원래 능력의 두 배 이상의 무공을 펼친다. 염민천에게 이용당하다가 죽임을 당한다.

### 유상표국
하연총괄표두로, 무공실력은 낮다. 산속에서 목욕하기를 좋아한다.
방준익표대장, 방조장으로 불린다. 살성이 여자라는 것 등 잡다한 것을 알고 있으며 나름의 실력을 지녔다.
자담유상표국 표사로, 심상치 않은 검을 지니고 있다. 53권에서 본색을 드러낸다. 신지서열 18위의 고수로 매우 잔인해 보인다. 한비광과의 대결 끝에 죽는다.

### 신지 인물
검마(劒魔)
한때 무림을 멸망시키려고 시도한 적이 있으며 천마신군과 검황이 잠시 동안 동맹을 맺게 만든 절대적인 악의 축이다. 천하오절(검황, 도제, 약선, 괴개, 신공)의 협공에 의해 패퇴한 인물이다.
그 분: 비급과 그 아이를 찾아오라 명했다.
'검마=그 분=한비광의 아버지'라고 작품 후반부에 밝혀진다. 하지만 죽어가는 아내를 살리기 위해 악마에게 영혼을 넘겼다. 약선이 한비광의 맥을 짚을 때 검마의 혈통이라 짐작한다.
검존
현재 신지의 두목으로, 턱을 괴고 앉아서 부하들에게 명령한다. 무림에선 검마라고 불리던 인물이다.
도존
화룡도를 각성하고 도종의 정수를 깨달을 수 있는 자로, 현재 한비광이 도존에 가까워 지고 있으며 혈뢰가 한때 한비광을 '도존'이라 칭한적이 있다(혈뢰는 도종의 무사).
과거 신지가 무림을 침공해서 지배하려고 했을 당시, 무림에선 팔대기보의 주인들이 신지를 물리친 적이 있는데 그중 영웅이라 불리던 '포문걸'이 화룡도의 주인이었다.
그 이후에 천마신군이 50여년간 화룡도의 주인이었고 지금은 한비광이 화룡도의 주인이다.
음종
궁극의 무기인 '괴명검'을 만든 신지의 팔대세력중 하나로, 한때 자담이 괴명검을 사용해 한비광과 대적했지만 패했다.
환종
인간의 기와 정신을 연구했다던 신지의 팔존세력중 하나로, 환영문의 관준형이 환종의 대표적 인물이다. 패왕귀면갑은 환종의 신물이다.
사음민
천신각주이자 신지서열 12위이다. 동령 살성에게 패퇴했다. 종리우와 서로 경쟁하고 있으며, 주무기는 따로 없고 거미줄이나 맨몸으로 싸울 것으로 예상된다.
천신각이 신지의 머리와 같은 곳이라는 그의 말로 보아, 천신각은 신지에서 정보를 담당하는 조직인 듯하다.
한때 동령의 마을 하나를 쑥대밭으로 만들고 이를 막으려던 노호를 죽일 뻔했지만, 살성의 등장으로 후퇴했다.
종리우
지신각주로, 서열 20위 내의 인물이다. 유리에게 속한 유세하를 탐낸다.
신지의 무사들은 종리우 이전과 이후로 나뉜다. 서열이 생겨났기 때문이다.
겉보기는 굉장히 늙어보이고 빼빼말라 얍삽해 보인다.
한비광과의 결투에서 낭패를 당할 뻔하였으며 천마신군의 두 번째 제자인 도월천과 내통을 하고 있다. 천검대로 검황을 치려 했으나, 패퇴한다.
사음민과 라이벌처럼 보이지만 극중 분위기는 항상 이용당하는 인물이다. 현음독고와 춘연향 하나를 믿고 한비광에게 덤볐다가 죽을 뻔 하지만 풍연의 도움으로 목숨은 부지한다.
계획을 세울 때마다 실패하는 되는 일 없는 불쌍한 인물로, 결국 신공(신묘각주)에게 몇대 맞고 한비광의 천마(신지)탈골흡기공에 희생양이 된다.
자담
신지 서열 18위의 절정고수이자 중원을 향한 칼끝, 지금의 무림팔대기보중 하나인 괴명검을 들고있는 인물이다. 독문무공인 암천일검무를 펼치며 한비광과 대립하지만 동령 신녀의 도움을 받은 한비광에게 패한다.
동령살성인 노호를 별 피해없이 쓰러뜨리는 실력을 지녔으며, 사음민과 사이가 안 좋아보인다.
무공 실력에 비해 머리가 안 좋아 노호, 한비광, 담화린, 한비광 순으로 승자연전방식의 대결을 펼치다 한계에 도달한다.
그가 쓰는 독문무공인 암천일검무는 운무(雲霧)형태의 검은 검강을 뿜으며 마지막에 일격 한번을 날린다. 시작되면 주변을 모두 초토화시키기 때문에 남들에게 잘 안보여주는 무공이지만 한비광의 잠재성을 누르기 위해서 시전했다. 하지만 두 번째 시전에서 한비광이 암천일검무를 베끼는 바람에 수포로 돌아갔다.
얍쌉하고 잔인한 인물로 검뿐만 아니라 수리검을 던져서도 공격한다. 괴명검에 너무 의존하다가 한비광의 의지를 담은 지옥화룡을 맞고 죽는다.
관은명
신지 서열 19위의 인물이다.
백리향
백리사우[괴개]의 아들이다. 극순심천공으로 70세를 넘는 나이임에도 불구하고 20대 초반인 미소년의 얼굴을 하고 있는 자이다. 삼다문이 멸문되었을 때
백리사우에게 엄청난 원망심을 가지고 신지로 넘어가 논검당의 무사로 들어가 있었다. 한비광에게 현음독고를 먹였으며 마령검의 폭주로 인해 죽게 된다.
- 무공: 궁신탄영, 천산겁화, 대혼분심공 창천벽뢰, 광뢰번천, 뇌륜회강, 섬전삼검

구창욱백리향 똘마니, 매봉문의 태율일검이다.
마용기선진문 장로로, 40여년전 선진무투전에서 공손벽을 만났다. 현음독고에 의해 사망한다.
가춘악청담파 장로이다.
설영태일명 영태 아저씨로, 담화린을 죽이려하나 한비광이 화룡도를 타고 순간이동해서 지옥화룡으로 태워 죽였다.
장모주은석우에게 대드나 극일대양공을 사용하다 은석우에게 죽임 당한다.
- 무공: 극일대양공, 유엽천영검, 뇌봉낙정

왕운논검당 무술사부로, 괴개를 죽인 인물. 멍청하다.
제일경논검당에서 은신술을 가르친다. 한비광에게 바로 걸렸다.
위지흔전 11검대장, 현 신지 척결단주이다. 십대검존 자리에 오를지도 몰랐으나 반금천 대신 현음독고를 먹고 한비광에게 신지의 위치를 알려준 후 죽었다.
- 무공: 천산격파, 검극지벽, 사우폭검, 마섬단혼, 천지만휘

반금천폭탄을 사용한다. 종리우에 의해 한쪽 얼굴에 화상을 입었다. 위지흔에게 민폐끼치고 나중엔 종리우를 안고 자폭한다.
채홍몸에 있는 비늘로 시휘과 구별할 수 있다. 척결단이 생기고 난 후 합류, 나중에 위지흔을 배신한다.
자섬풍 (가짜 마검랑)
유세하를 쫓아다니는 사람으로, 자칭 신지 검사이다. 그의 눈밑의 주름은 그를 한층 삭아보이게 한다. 유세하를 열받게 만들다 유세하의 칼에 두 동강 난다.
- 무공: 초마검기, 암흑 등천패, 마검쇄천(필살기)

혈뢰
신지에서 유일하게 도종의 맥을 잇고 있는 고수이다. 한비광의 폭주를 보고 그를 "도존" 이라고 확신하게 되는데 한비광의 폭주 도중 구출된다.
늘어났다 줄어들었다 하는 거대한 칼, "번천도"를 무기로 사용한다. 도를 검처럼 가볍게 쓰며 담화린을 위기에 몰아넣은 인물이다
현재 신지로 입성한 한비광을 도존으로 받들며, 신지로 들어가는데에 한 몫이 되어주고 있다.
- 무공: 마강삼환도, 번천복지

월령폭주한 한비광으로부터 혈뢰를 구했다. 환종과 밀접한 관련을 가지고 있는 듯하다.
곽생신지무사 중 한 명으로, 차준호와 백무흔에게 패하여 자섬풍에게 밟혀죽었다.
림하육신지무사 중 한 명으로, 혈뢰의 부하로 혈뢰의 지시를 받고 이화를 공격하다가 한비광과 이화에게 죽임당한다. 무림에서는 일류 고수급의 실력을 지녔다.
풍연신지 보스의 후계자로 언급되는 인물이다. 모바일 게임 열혈강호의 주인공으로 등장한다. 404화의 한 컷부터 등장한다. 사냥을 잘하고, 검황과 가깝게 지낸다. 담화린에게 반해 주인공 일행들을 신지로 안내하는 역할을 한다. 일설에는 한비광의 동생이 아닌가하는 추측도 있다.

### 신무문
차준호
신무문의 차세대 고수로, 자섬풍의 부하들과 싸우다가 죽는다.

### 현상금 사냥꾼
백무흔
구인준의 부하들 때문에 궁지에 빠진 부용을 도와준다. 지옥문에서 탈퇴하여 현상금 사냥꾼을 하고 있다. 현상금 사냥꾼답지 않게 여자와 어린아이에게는 약한 모습을 보인다.
지연운
'사냥개'라는 별명을 가진 부용의 지인이다.
가우
'독주'라는 별명을 지닌 인물로, 한비광과 담화린을 마검랑인줄 오해하고 궁지에 빠뜨려 춘풍도화산에 중독시킨다. 나중에 오해가 풀려 그들을 치료해준다. 나무를 잘 타고 낫 같이 생긴 무기를 사용한다.

### 환영문
곽진현호협련주로, 자하신공 사용자이다. 주려를 굳게 믿고 있었으나, 그녀는 가짜 곽진현(엽민천)이 심어둔 첩자였다.
엽민천가짜 곽진현으로, 환영문주이다. 자하신공으로 다시 환영문을 일으키려다 똑같은 자하신공을 익힌 한비광에게 죽임을 당한다.
주려
환영문의 좌호법이다. 본래 서안 마안족 태생으로, 빛을 보면 본래 능력의 몇 곱절이나 되는 능력을 발휘하는 기이한 신체능력을 지녔다. 환영문의 수하로 들어가 환영문주를 주군으로 모시고 싸우게 된다. 환영문에 귀속된 그녀의 가족을 위해 염화의 화기를 누르고 화룡도를 그에게 선사한다.
영
환영문의 우호법으로, 환영술로 적을 제압하는 무공을 사용한다. 자신을 두르고 있는 망토가 무기이다 한비광의 천마탈골흡기공에 의해 목숨을 잃는다.
관준형환영문 전 장로로, 검황에 의해 생명을 건져 장백산 수련 동굴 뒤편에서 현 무림의 정보를 모아오는 정보통 역할을 하고 있다. 현재는 은총사를 도와 장백산의 신지 관련자에대한 척결 작업을 돕고 있다.
환영문
벽력자:환영문
'무림의 폭마(爆魔)'로 불리는 폭탄을 다루는 특성을 가진 노인이다. 하지만 본래는 문파끼리의 싸움 때문에 가족을 잃은 비화를 지니고 있어 무림에 증오를 품고 있다.
한비광 못지 않은 색골이며 나이에 비해 아주 쓸만하다(자칭). 한비광을 폭독에 중독시킨 장본인이기도 하다.
과거 정파와 사파 세외의 무공을 사용하는 자가 나타나면 그를 돕겠다고 천마신군과 약조를 하여, 결국 한비광을 돕게 될 것으로 보이는 인물이다.

### 산적 및 양아치들
신유일명, 마혈광도로, 1권에 나오며 복마화령검을 탐내다 담화린에게 한 칼에 당한다.
구인준산적두목으로, 북해빙궁을 우습게 알다가 단우헌의 제대로 된 빙백신장에 맞고 얼어죽는다.
모웅현낙강파의 건달로, 내려치던 철퇴의 방향을 90도로 꺾을 정도로 엄청난 외공을 자랑한다. 담화린에게 바로 제압당하나 죽지는 않는다.
주영돈일명 세화일창으로, 부용이 미인계로 유혹해 옷을 벗는 도중 부용의 채찍에 죽는다.
혈화공자남궁현배에게 한 칼에 죽는다.
염문악패왕귀면갑 훔치다가 유원찬에게 양쪽 팔이 잘린다. 배후에 누가 있냐는 유원찬의 추궁에 못이겨 대답을 하려다가 숨어있던 자객이 던진 표창을 맞고 죽는다.
짝퉁 진패운마천휘에게 순식간에 당한다.
금태관일명 하두보일도로, 한비광에게 항상 털린다. 이목구비는 뚜렷하나 미남형은 아니다.

### 기녀
향월1권에서 한비광에게 치마 안을 탐닉당하는 자칭 남도 제일의 기녀이다. 가슴까지 기습당한 후 한비광의 따귀를 때리고 도망간다. 얼굴이 많이 하얗다.
유리유진파의 유곽 최고의 기녀로, 유세하를 기둥서방으로 두었다.

## 무기

### 무림 8대 기보
신지의 8대 세력에 의해 만들어진 신기이다.
저마다 자아를 갖추고 있어 공명을 이뤄내면 무구의 본질적인 힘을 끌어내 사용할 수 있다고 한다.
예전 신지가 검종으로 통일될 때 무림 속으로 흩어졌다고 알려져 있으며 현재까지 작품 내에 모습을 드러낸 것은 총 7종류이다.
100년 전 무림을 침공하는 신지를 막아내는 결정적 역할을 하게 되어 세상에 드러나게 되었으며, 세간에선 이를 8대기보전이라 칭하고 있다.
화룡도 (화룡지보)
신지 도종의 기보로 현 무림에서는 천마신군의 신물, 사파의 신물이라 일컬어진다.
8대 기보 중에서도 매우 강직한 성격을 지녀 주인으로 인정한 자 외에는 닿기만 해도 불태워버린다고 한다.
내공으로 억누르거나 살의를 제거한 상태에서 집는 정도는 가능한 듯하나 실제로 무공을 펼치는 것은 화룡도 스스로가 거부한다.
정수 지옥화룡을 담고 있으며 100년 전 신지의 침공을 막아내는데 결정적 역할을 한 포문걸이 사용한 것으로, 8대 기보 중에서도 으뜸으로 여겨진다.
현재 천마신군의 여섯째 제자 한비광을 인정하여 주인으로 섬기고 있다.
복마화령검 (마령검)
신지 검종의 기보로, 20여년 전 신지 검마에 의해 모습을 드러냈으며, 천하오절의 합공으로 그를 꺾을 때 검황이 취득하여 신물로 삼고 있다.
실제로는 사용자를 홀려 엄청난 무공을 끌어낸 후 산화시켜 버리는 마검이다.
신지에서도 절대마검으로 불리며, 극히 위험한 무구로 여겨진다.
모든 사기를 제압하는 성질을 지니고 터무니없는 강도를 자랑하는 명검이다.
추혼오성창
신지 창종의 기보로, 점부파의 생존자이자 사파의 일진으로 꼽히던 노호가 사용하고 있다.
자체적으로 어창술을 가능케 하는 특수능력을 지녔다.
진각성한 노호가 사용할 시, 신지서열 12위의 천신각주 사음민이 괴명검을 가지고도 막아내지 못하고 부상을 입는 위력을 보인다.
패왕귀면갑 (귀면갑)
신지 환종의 기보로, 송무문에 비밀리에 감춰져 있었다.
착용자를 보호하고 기공의 능력을 안정적으로 크게 높여주는 능력을 지녀 무공의 성취를 크게 돕는다.
다른 8대 기보와 비교할 때 주인을 가리지 않고 돕는 듯하다.
현재 송무문주 유원찬이 약선의 부탁을 받아들여 담화린에게 빌려준 상태이다.
현무파천궁 (파천궁)
신지 궁종의 기보로 검황의 노력에 의해 힘 입어 대도문의 궁수 매유진을 찾아 주인으로 삼고 있다.
화룡도에 버금갈 정도로 까탈스런 성격으로, 주인 이외의 손이 닿는 것을 매우 싫어하며 또한 주인에게 품어지는 적의나 살의에 극히 민감하다.
기의 탐지능력이 인간을 아득히 초월하며, 장기간 사용해온 매유진의 경우 천리안에 가까운 능력을 발휘한다.
기공의 화살인 산탄시나 쏘아진 살에 대한 후속변화를 기본적 능력으로 갖춰 명중률, 위력, 양 측면을 모두 충족시키는 터무니 없는 무구이다.
괴명검
신지 음종의 기보로, 유일하게 신지 무고에 남아있는 8대 기보이다.
검집에서 뽑히는 시점부터 사용자를 제외한 모두에게 충격을 주는 진동과 굉음과 울려댄다.
특히 무기가 부딪치는 순간엔 더욱 심각한 굉음을 뿜어내는데, 이 진동을 받는 상대는 청각기관쪽부터 심각한 데미지를 받게 된다.
또한 충격을 진동으로 고스란히 저장했다가 뜻하는 순간 뿜어내는 반사성 특성까지 지녀 더더욱 상대하기가 어렵다.
신지 서열 18위의 암천일검 자담과 함께 등장하였으나 한비광의 지옥화룡에 패퇴했고, 지금은 사음민에게 회수되어 신지로 돌아가 있다.
한옥신장
신지 8대 세력 중 어느 쪽에서 만들어진 것인지는 알려지지 않은 기보로, 회복의 신물이라 한다.
동령 살성(신녀)의 신물로 대를 이어 전해지고 있다. 신지의 침공에 신전까지 밀린 동령의 현 신녀 미고에 의해 작품 중 첫 모습을 드러낸다.
자체적으로 회복의 능력을 가지고 있던 미고에 의해 쓰이면서 능력이 더욱 증폭되는 듯하다.
자담의 괴명검과 직접 대결을 통해 얼굴 가죽이 통째로 벗겨졌던 한비광이 순식간에 회복되는 모습을 보였다.
더불어 기공의 장벽을 펼쳐내는 능력을 가지고 있으며, 운용자에 따라선 이를 공세적 능력으로 전환할 수도 있을 듯하다.

### 기타 무기
칠성검연비가의 명검이다.
천중검도검창 대장간에서 파는 93만냥짜리 명검이다. 담화린이 한비광에게 사줬다.
번천도혈뢰의 컨다란 도이다.
용비도도제의 칼이다.
벽력탄폭마 벽력자가 만드는 폭탄으로, 무림에서 금기시된 물건이다.

## 동물
귀견수평피갑술의 일종인 철마술을 익힌 개. 온 사술을 거부하는 마령검에는 가볍게 발림.
혈표소향의 애완동물
뇌응소향의 애완동물
(의외로) 후각이 뛰어나며 전생이 개인것으로 의심됨
천지호황건우의 호랑이
바우바우개 영챔프 연재당시 인기작품중 하나인 '바우와우'가 까메오 개념으로 등장
(정말 까메오 개념이라..) 폭독의 첫 실험대상이 되며 등장후에는 빛의 속도로 사라짐
유상표국 말열혈강호에서 역대 처음 등장함. 무림팔대기보중 하나로 믿고 싶음.

## 소품들
야명주어두운곳을 밝히는 돌.
화섭자불을 붙이는 도구

### 약
춘풍도화산최고의 최음제. 가우가 한비광과 담화린에게 사용하였다. 이 약에 중독된 사람은 수 분 내에 이성(異姓)과 교합을 맺지 않으면 죽고 만다. 한비광과 담화린의 교합을 기대했던 독자들이 많았으나 필요 이상으로 정신력이 강한 한비광이 결국 담화린을 지키고 담화린 대신 바윗덩어리와 그짓(?)을 함으로 독자들의 꿈이 물거품이 되어버렸다.
장백산삼담화린이 먹었다가 내공이 부족해 몸에 효력이 전달되지 못한 내공증진에 좋은 산삼. 북해빙궁의 빙백신장을 맞았을 때 이 장백산삼의 효능 덕분에 죽지 않고 살아난다.
천세보혈주만독왕이 만듦
기혼단비싼약, 천운악의 피부미용제
생사현환천운악의 피부치료제

#### 독약
폭독폭마 벽력자가 만드는 폭약. 벽력탄의 재료이다. 이 폭독에 한번 맞은 사람은 살아남기가 매우 힘들며, 살아남는다 해도 독에 의해 기를 지나치게 모으면 몸이 폭발하는, 말 그대로 '인간폭탄'이 되고 만다.
칠보절명독
천년흡혈충
현음독고신지에서 무림의 고수들을 포섭할 때 충성심을 증명하는 대가로 먹이는 벌레. 활동을 단기간 멈추는 해독제를 먹여주지 않으면 그의 몸안에서 신경을 모두 갉아 먹고 현음독고를 먹은 이는 처참한 몰골로 죽게된다
과혈삼내공을 증진시키지만 곧바로 움직이면 작은충격에도 신체기관이 상함.
춘현향현음독고의 발작을 유도하는 향

### 술
취접주사천교에서 만들어지는 고급 술

### 무공
- 장백검법:
맹호강곡,
칠성발파,
낙봉각정,
낙화유수,
사성도천락,
유엽천영검,
뇌봉각정

- 장백검결(검황의 독문무공): 6절 이후로는 내공을 많이 필요로 함
  - 천녀유운: 1절
  - 풍뢰격봉:
  - 유운과봉: 3절
  - 신뢰격정: 4절
  - 춘뢰일섬: 6절
  - 잠룡등천: 8절
  - 만화겁변: 9절
  - 용응수사:
  - 폭호등협:

- #학산파
  - 착: 도제
  - 천뢰심파: 도제
  - 선풍여의도:도제
  - 파천일도: 진패운
  - 일양관암:진패운
  - 홍일압운: 진패운

- #벽풍문
  - 천지역전세: 상대를 공중으로 띄어버리는 기술.
  - 벽풍한월장: 벽풍문의 장풍기술.
  - 유성만천
  - 천일결추세
  - 벽풍단옥선
  - 벽사휘접무
  - 벽사파멸장: 손바닥으로 상대를 쳐서 강력한 일격을 날린다.
  - 벽사일양선
  - 벽사백염장
  - 화풍급전
  - 벽사쌍봉장: 두 손바닥으로 장풍을 날림.

- #전 삼다문
  - 백열권풍아
  - 극순심천공: 괴개, 백리향
  - 노호출동: 한비광
  - 백보진각: 한비광
  - 천검지각: 한비광
  - 청운회풍
  - 삼절파멸격

- #송무문
  - 추의환영검술: 문주에게만 내려오는 송무문의 독문무공
    - 봉황앙천
    - 월하난무
    - 청담영화
    - 비봉관운
    - 벽력붕천
    - 추의멸사: 5초
    - 군자예검: 13식
    - 의기관천: 14식
    - 만환겁천하:16식
    - 연화만개: 17식
    - 봉익편하: 18식
    - 추의환영무: 궁극의 필살기

  - 삭풍태열공: 권동희
  - 대도단천
  - 독사탐와
  - 섬전삼검: 유승빈
  - 창천일뢰: 유승빈
  - 만천겁류: 백선풍
  - 백열광참: 백선풍
  - 풍뢰진천: 유승빈
  - 용유만운: 유승빈
  - 천뢰격참: 유승빈
  - 뢰천난무: 뇌천문의 검법: 유승빈

- #청경문
  - 청경지보: 청경문의 보법
  - 무영절체: 청경지보 4절
  - 춘화만개: 마천휘
  - 폭뢰감천: 마천휘
  - 냉혼단심검: 마천휘

- #천마신공
  - 마룡참
  - 광룡강천
  - 맹룡파천
  - 천마봉신참
  - 천마대멸겁: 5성에서야 가능
  - 천마등공: 7절, 띄움, 최상희
  - 천마광염무: 태워버림, 최상희
  - 천마탈골흡기공: 자신에게 손을 댄 상대를 뼈를 빠지게 하면서 내공을 흡수하는 마공. 한비광은 의식불명상태때 사용했다.
  - 마환붕천타: 최상희
  - 공파탄: 최상희
  - 마강천절참: 최상희
  - 번천승룡장: 최상희
  - 천마도천하: 한비광
  - 천마군황보: 진풍백,한비광
  - 혈우만건곤: 진풍백
  - 혈우폭풍: 진풍백
  - 천마봉익장: 진풍백
  - 천마반탄기: 진풍백

- #점부파: 낙성창법
  - 성락밀밀: 2식
  - 유성만리탄: 낙성창법 5식
  - 성락어야: 노호
  - 비성도은하: 노호
  - 유성만천: 노호

- #북해
  - 빙백신장(氷白神掌): 손바닥에서 강력한 냉기의 장풍을 날린다. 단우헌이 사용하는 빙백신장은 상대를 완전 얼음덩어리로 만들어버린다.
  - 철장공
  - 빙결쇄권

- 자하신공
  - 태양포: 6성
  - 자하신장
  - 탈혼쇄골장
  - 천절뇌풍
  - 자하천하